# آی‌دمیر آک‌باش
آی‌دمیر آک‌باش (انگلیسی: Aydemir Akbaş؛ ۲۵ فوریهٔ ۱۹۳۶ – ۱۶ اوت ۲۰۲۴) فیلم‌نامه‌نویس، کارگردان فیلم، بازیگر، روزنامه‌نگار، روزنامه‌نگاری ورزشی آلبانیایی تبار اهل ترکیه بود.